# Craspedosis niphospila
Craspedosis niphospila là một loài bướm đêm trong họ Geometridae.